# Соната для фортепиано № 24 (Бетховен)
Соната для фортепиано № 24 фа-диез мажор, опус 78, была написана Бетховеном в 1809 году, опубликована год спустя с посвящением графине Терезе Брунсвик, с которой композитора связывала глубокая дружеская привязанность. Соната, следующая после выдающейся «аппассионаты», была написана в период плодотворного творчества композитора, во время которого были созданы такие произведения как: четвертая, пятая и шестая симфонии, четвертый фортепианный концерт и многие другие. Для этой музыки композитора всё чаще характерны проблески глубоких философских мотивов, в ней нет той страстности, которая присутствовала в «аппассионате». Соната не получила большой популярности, несмотря на то, что самому Бетховену соната очень нравилась. Ленц полагал это произведение ничтожным, недостойным композитора, однако у более поздних исследователей соната получила более высокую оценку, например, Б. Асафьев отмечает нежность музыки и лаконичность, выраженную в небольших размерах произведения и его структуре.

## Структура
Соната для фортепиано № 24 Бетховена состоит из двух частей: 1) Adagio cantabile. Allegro ma non troppo, 2) Allegro vivace.
Первая  часть сонаты Adagio cantabile(вступление)  и Allegro ma non troppo, Fis-dur, состоит из ряда вдумчивых, размеренных лирических интонаций:
Вторая часть сонаты Allegro vivace, Fis-dur, одно из самых тонких произведений композитора, напротив, увлекает слушателя искренним обаянием поэтического танца:
В целом обе части сонаты как бы рисуют перед слушателем образ Терезы Брунсвик, с одной стороны мечтательный и немного погружённый в себя, а с другой стороны светской дамы, завсегдатае салонов и балов.